# RdB BC2 1–2
Die Personenwagen BC2 1–2 der Régional des Brenets (RdB), offiziell Compagnie du Chemin de fer Régional des Brenets, gehörten zur Erstausstattung des Fahrzeugparks der am 1. September 1890 eröffneten meterspurigen Bahnstrecke Le Locle–les Brenets, die heute von den Transports Régionaux Neuchâtelois (TRN) betrieben wird.
Die Personenwagen entsprechen einer Bauart, welche in den 1880er und 1890er Jahren durch die damalige Schweizerische Industrie-Gesellschaft (SIG) in Neuhausen am Rheinfall in ähnlicher Bauart an verschiedene Schmalspurbahnen in der Schweiz geliefert wurden. Der Aufbau, bestehend aus einem verblechten Holzwagenkasten und einem nur wenig gewölbten Dach, ist auf ein stählernes Fahrgestell mit fischbauchförmigen Längsträgern aufgebaut. Zur Ausstattung gehörten versenkbare Holzrahmenfenster, eine Dampfheizung sowie eine Petroleumbeleuchtung, die später durch eine Azetylengasbeleuchtung ersetzt wurde.
Während Wagen 1 im Zusammenhang mit der Erneuerung der Bahnstrecke und deren Elektrifizierung im Jahre 1950 nach Beschaffung von neuen elektrischen Fahrzeugen für den Personen- und Gepäckverkehr abgebrochen wurde, befindet sich Wagen 2 in Obhut der Museumsbahn Blonay–Chamby (BC). Zuvor war er lange Zeit durch die Schweizerischen Bundesbahnen (SBB) in Vallorbe untergestellt.  Ursprünglich war er für das seinerzeit geplante Schweizerische Eisenbahnmuseum vorgesehen, das heutige Verkehrshaus der Schweiz (VHS) in Luzern.  

## Galerie

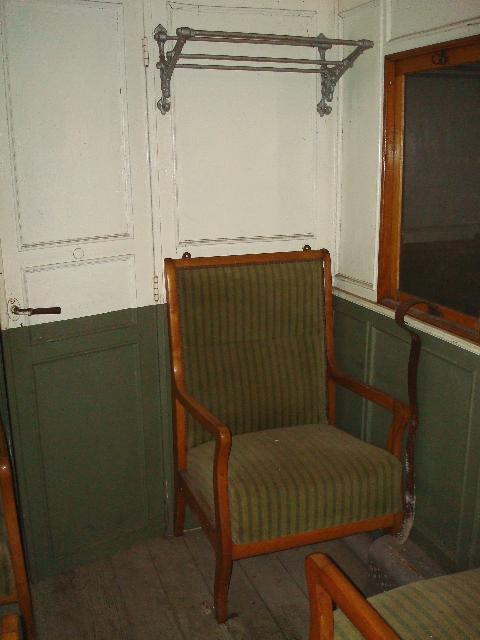
Das Abteil zweiter Klasse des Wagens 2
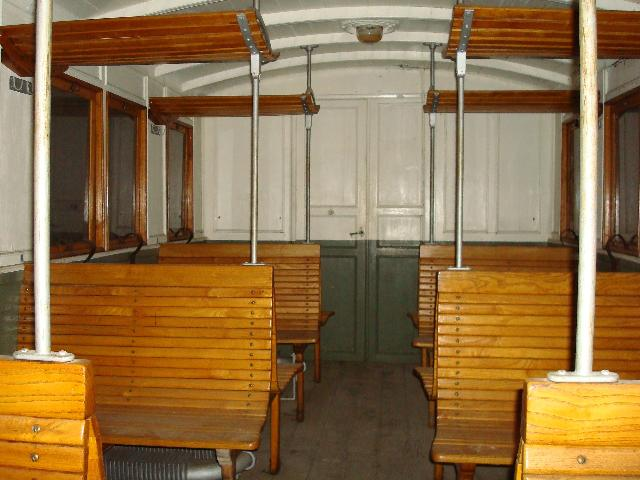
Das Abteil dritter Klasse des Wagens 2